# 石家荘爆発事件
石家荘爆発事件（せっかそうばくはつじけん）とは2001年3月16日未明、中華人民共和国河北省石家荘市で発生した大量殺人事件である。午前4時15分から5時ごろにかけて、同市内にある4ヶ所の社員寮が相次いで爆破され、合計108人が死亡し、38人が負傷した。

## 犯人
犯人は当時40歳の男性で、1988年に強姦罪で有期懲役10年を処されたという前科がある。犯行当時は無職で、爆発物に対する知識があると言われる。2001年初には雲南省出身の女性と約3ヶ月間同棲していたが、その女性がこっそりと地元の馬関県に戻ったので、犯人は同年3月9日にその実家で彼女を殺害した。
石家荘市に戻った後、犯人は3月13日に近郊の鹿泉市のセメント工場から硝酸アンモニウムを大量に購入した。16日午前2時ごろに恨みがある元妻とその夫・自分の継母・元妻の両親・過去にトラブルがあった隣人が住んでいる4ヶ所の社員寮に爆発物を搬入し、4時ごろから順次に点火を実施した。その結果、3つのビルが完全に破壊され、108名が死亡した。
3月23日、犯人は逃亡先の広西チワン族自治区北海市で逮捕された。

## 裁判
同年4月18日、河北省石家荘市中級人民法院は犯人及び爆発物・雷管を提供した3人全員に対して、死刑判決を下した。4月29日、控訴審で雷管を提供した者は死刑から死刑執行猶予に減刑されたが、犯人を含めるほかの3人は控訴が棄却され、同日に死刑を執行された。

## その他
- 中国のロックバンド「万能青年旅店」の曲『あの石家荘人を殺す』（中国語: 杀死那个石家庄人）は本事件がモチーフであると言われる[4]。

## 参考資料
1. 1 2  “2001年3月16日 石家庄发生爆炸案 造成108人死”.   sohu.com (2009年3月16日). 2018年3月7日閲覧。
2. ↑  “图文：石家庄爆炸案靳如超等四人一审被判死刑”.   中国新聞網 (2001年4月18日). 2018年3月7日閲覧。
3. ↑  “石家庄特大爆炸案终审宣判 元凶靳如超昨日伏法”.   青島新聞網 (2001年4月30日). 2018年3月7日閲覧。
4. ↑  “萬能青年旅店 傳唱社會”.  國立交通大學傳播與科技學系 - 喀報 (2015年12月13日). 2018年3月7日閲覧。